# Aenictus idoneus
Aenictus idoneus é uma espécie de formiga do gênero Aenictus.